# Японская оккупация Бирмы

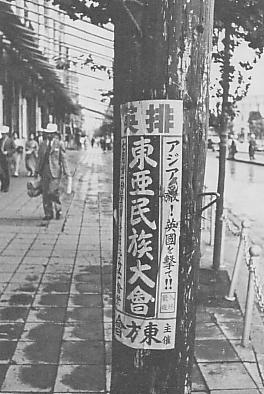
Японский пропагандистский плакат в Бирме 1941 года, направленный против британского господства в Азии

Японская оккупация Бирмы — период в истории Бирмы с 1942 по 1945 год, когда во время Второй мировой войны страна находилась под оккупацией Японской империи. С помощью японцев была создана Национальная армия Бирмы и обучены так называемые «тридцать товарищей», ставших затем основателями современных вооружённых сил страны. Бирма надеялась получить поддержку японцев в деле изгнания британцев, чтобы тем самым получить независимость.
В 1942 году Япония вторглась в Бирму и 1 августа 1943 года номинально признала её независимость под названием «Государство Бирма». Было образовано марионеточное правительство, которое возглавил Ба Мо. Однако многие бирманцы усомнились в искренности намерений японцев предоставить им настоящую независимость.
После двух лет японской оккупации, на фоне тяжёлых поражений Японии, эти настроения усилились. В августе 1944 года Аун Сан, отец будущего лидера оппозиции и государственной советницы Аун Сан Су Чжи, и другие вожди националистов образовали организацию Антифашистская лига народной свободы. К апрелю 1945 года союзники изгнали японцев из Бирмы. Впоследствии между бирманцами и британцами начались переговоры о независимости. За период японской оккупации умерло от 170000 до 250000 гражданских лиц.

## Предыстория
Некоторые бирманские националистические круги после начала Второй мировой войны увидели в ней возможность добиться уступок от британцев в обмен на их поддержку в военных действиях. Другие, например движение такинов, выступали против участия Бирмы в войне при любых обстоятельствах. В августе 1939 года деятель движения такинов Аун Сан вместе с другими соратниками основал Коммунистическую партию Бирмы. Аун Сан стал также соучредителем Народной революционной партии, переименованной после Второй мировой войны в Социалистическую партию. Он также помог основать Блок свободы путём создания союза такинов, активных монахов и Партии бедняков, возглавлявшейся Ба Мо.
После того как такины призвали к всенародному восстанию, были выданы ордеры на арест многих руководителей организации, включая Аун Сана. Это вынудило его бежать в Китай, где он планировал установить связь с китайскими коммунистами. Однако там он попал в руки японских оккупационных властей, которые предложили ему поддержку путём создания подразделения секретной разведки под названием «Минами Кикан», которую возглавлял полковник Кэйдзи Судзуки, с целью перекрыть Бирманскую дорогу и поддержать всенародное восстание в Бирме.
Аун Сан вскоре вернулся в Бирму, где сагитировал 29 юношей, поехавших с ним в Японию, чтобы пройти военную подготовку на оккупированном японцами Хайнане (Китай), где они стали известны как «тридцать товарищей». Когда японцы в декабре 1941 года захватили Бангкок, Аун Сан в ожидании японского вторжения в Бирму в 1942 году объявил о создании «Армии независимости Бирмы».

## Оккупация

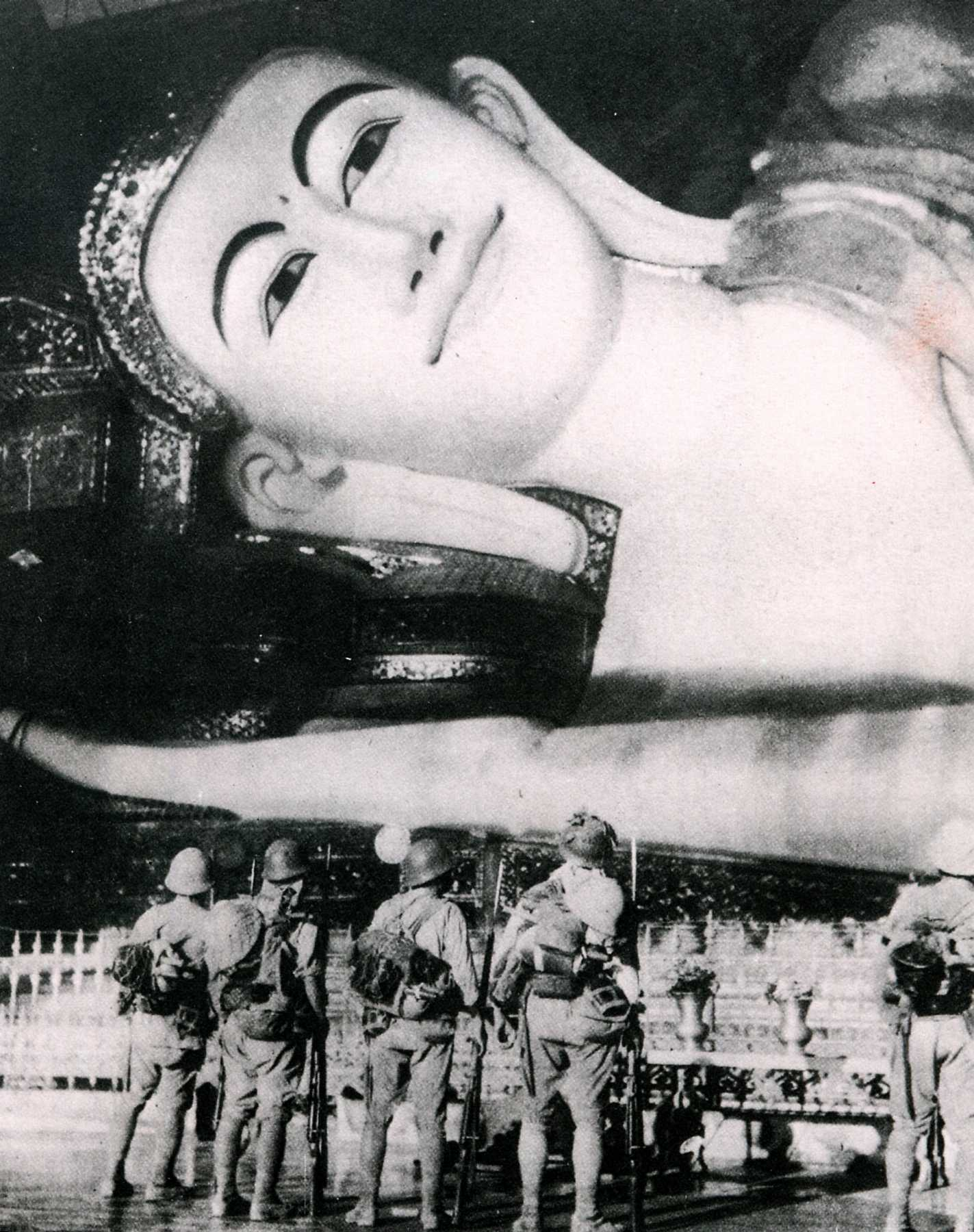
Японские солдаты в Бирме перед лежащей статуей Будды в храме Шветальяун, Пегу

К весне 1942 года «Армия независимости Бирмы» сформировала в некоторых районах страны временные органы власти, но в среде японского руководства во взгляде на будущее Бирмы возникли разногласия. Полковник Судзуки призывал «тридцать товарищей» создать временное правительство, однако японское военное руководство так официально и не приняло этот план. В итоге японская армия обратилась к Ба Мо с просьбой сформировать правительство.
На протяжении боевых действий в 1942 году численность Армии независимости Бирмы росла неконтролируемо, а во многих районах в её ряды попадали чиновники и даже преступники. В итоге она была реорганизована в Армию обороны Бирмы под японским командованием, но во главе её всё ещё стоял Аун Сан. В отличие от Армии независимости Бирмы, которая была иррегулярной военной силой, Армия обороны Бирмы пополнялась регулярными новобранцами, которых готовили японские инструкторы.
Впоследствии Ба Мо был провозглашён главой государства, Аун Сан занял в его кабинете министров должность военного министра, а лидер коммунистов такин Тан Тун стал министром земель и сельского хозяйства. Когда в 1943 году японцы формально признали независимость Государства Бирма, Армия обороны Бирмы была переименована в Национальную армию Бирмы.
Вскоре стало очевидным, что японские обещания независимости были простой фикцией и надежды бирманцев на достижение национальной независимости были обмануты. Когда удача на фронтах отвернулась от японцев, те объявили Бирму 1 августа 1943 полностью суверенным государством, но это была лишь формальность, японские оккупационные власти продолжали полностью контролировать Бирму. Разочарованный Аун Сан начал переговоры с руководителями коммунистов Такином Тан Тюном и такином Соэ, а также лидерами социалистов Ба Све и Кьяв Ньэйн, что привело к образованию в августе 1944 года на секретном совещании в Пегу Антифашистской организации, позже переименованной в Антифашистскую народную лигу свободы, открыто выступавшую против японского фашизма и предлагавшую справедливое и более равноправное общественное устройство.
Такин Тан Тун и такин Соэ, ещё находясь в тюрьме Инсейн в июле 1941 года, стали соавторами «Инсейнского манифеста», вопреки господствующему мнению в движении такинов определившего мировой фашизм главным врагом в неотвратимой войне и призвавшего к временному сотрудничеству с британцами в рамках широкой коалиции союзников, которая должна была включать и Советский Союз. Соу ушёл в подполье с целью организовать сопротивление японской оккупации, а Тан Тун смог передать ему японские разведданные, тогда как другие коммунистические вожди такин Теин Пе и Тин Шве связались с колониальным правительством в изгнании, базировавшимся в Шимле (Британская Индия).

## Конец оккупации

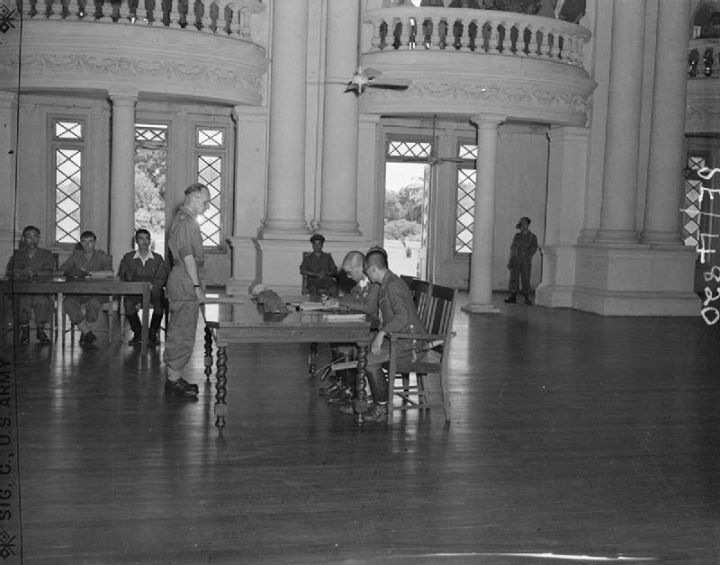
Командующий японскими войсками в Бирме Итида Дзиро подписывает капитуляцию перед британскими войсками бригадного генерала Армстронга в рангунском Доме правительства

В 1944 и 1945 годах через британскую Force 136 происходили неофициальные контакты между бирманской Антифашистской организацией и западными союзниками. 27 марта 1945 года Национальная армия Бирмы подняла общенациональное восстание против японцев. С тех пор 27 марта отмечалось как День сопротивления, пока военные не переименовали его в День вооружённых сил. Аун Сан и другие начали переговоры с Луисом Маунтбеттеном и официально присоединились к антигитлеровской коалиции как Патриотические бирманские силы. На первой встрече Антифашистская организация представила себя британцам как временное правительство Бирмы во главе с такином Соэ и с Аун Саном в качестве члена его правительства.
К маю 1945 года японцы были изгнаны с большей части территории Бирмы. Затем начались переговоры с британцами по разоружению Антифашистской организации и участию её войск в создании послевоенной армии Бирмы. Некоторые ветераны создали полувоенное формирование под руководством Аун Сана, названное «Народная добровольческая организация», и открыто проводили учения в военной форме. На конференции в городе Канди на Цейлоне в сентябре 1945 года было достигнуто соглашение о вхождении части солдат и офицеров Патриотических бирманских сил в будущую армию Бирмы.